# Кендро
Кендро (грч. Κέντρο) је насељено место у општини Гребен у периферији Западна Македонија, Грчка. Према попису из 2021. године било је 68 становника.
Према бугарском географу и историчару, Василу Канчову, у Кендру је 1900. године живело 207 Грка хришћанина (међу њима и мало хеленизованих Аромуна) и 150 Грка муслимана (Валахади). Наредних година хришћанско становништво се иселило, тако је 1913. у селу било 254 житеља. Године 1923. муслиманско становништво је принудно исељено у Турску а на њихово место је насељено 39 грчких избегличких породица, којих је на попису из 1928. године било 131. Село се раније звало Венци.